# Bernardo de Quintaval reparte sus bienes a los pobres
Bernardo de Quintaval reparte sus bienes a los pobres conocida también como San Francisco, con Bernardo de Quintaval, hace caridad a los pobres es una pintura de Antonio Viladomat datada entre  el 1722-1724 que actualmente forma parte de la colección permanente del Museo Nacional de Arte de Cataluña en Barcelona. Es un depósito de la Real Academia Catalana de Bellas Artes de San Jorge de Barcelona, que ingresó en la colección del Museu Nacional d'Art de Catalunya en 1906.

## Historia
Procede la pintura de la serie de veinte telas dedicadas a San Francisco de Asís que decoraban el claustro mayor del convento de San Francisco de Barcelona. La obra fue realizada durante el mandado del padre Fra Francesc Moragues (1721-1725), dentro la reconstrucción que la mencionada orden franciscana, estaba llevando a término una vez finalizada la Guerra de Sucesión Española. Aunque el argumento es la vida del santo fundador de la orden, también se esperaba de las pinturas la puesta en escena de les virtudes de sus seguidores y exaltar la imagen de la congregación religiosa.
Seguramente el comitente debió imponer los modelos de la serie pictórica y contribuyó a la iconografía de las representaciones, es posible que enseñase al pintor un «corpus» de grabados que reproducía la vida de san Francisco, como el editado en Roma el año 1594 del artista Francesco Villamena, el cual fue editado también en castellano el 1649 para España. Muchas de las pinturas de la serie de Viladomat, se ha comprobado,que seguían las composiciones de estos grabados italianos.
En el claustro del convento permaneció, esta pintura, junto con toda la serie hasta el año 1835. Hubo un breve tiempo entre 1812 y 1814 que fue confiscado todo el conjunto, para pasar a la Escuela de la Lonja, después de ser reclamada varias veces por su director, para que fuera de nuevo devuelta a la escuela, donde servía: “por ser una obra muy conducente para el Estudio y adelantos de los discípulos de la Ynstruccion publica”, reingresó a la Escuela de Bellas Artes en 1835. Ingresó el 26 de octubre de 1906 como depósito en el Museo de Arte de Cataluña donde figuró, en el catálogo de dicho museo del año 1936, con el título: A Gubbio, Francisco puede satisfacer su deseo de cuidar de los leprosos.
Existen unos bocetos pintados por el mismo pintor donde se reproducen toda la serie de las veinte pinturas. Se dieron a conocer por Joaquim M. Folch i Torres en 1925.

## Descripción
El tema es un episodio de la vida de San Francisco de Asís, que como era habitual ilustraba las virtudes y los episodios más destacados del fundador de la congregación desde su nacimiento hasta su muerte, se inspiró en Las florecillas de San Francisco, un relato de autor anónimo escrito entre los siglos XIII y XIV.
Las dos figuras centrales representan a Francisco y un clérigo, el pintor le ha dado al santo un parámetro convencional de vera efiggie, tal como se describe en la literatura relacionada con él mismo. Se encuentra en un plano frontal con el hábito de su congregación, ceñido por la cuerda con tres nudos que simbolizan los tres votos franciscanos de la pobreza, la castidad y la obediencia. El tratamiento del rostro es realista sin ninguna especial valoración espiritual, esto y el mostrarlo descalzo, seguramente era un motivo para conmover a los fieles que vieran la pintura. Contrasta la imagen del clérigo vestido con elegancia y que con una gran dignidad, se dirige al «reconocimiento de la iglesia», por su acción de seguir al santo hacia donde este le indica.
Esta acción es la escena que se ubica en la parte derecha de la pintura, donde se muestra a Fray Bernardo de Quintavalle -primer discípulo de san Francisco- entregando sus bienes a los pobres, cumple así según una leyenda, la revelación que tuvo en un sueño la noche anterior, de esta escena narrada, que debía cumplir con el precepto de la Caridad. En el ángulo derecho más próximo al espectador, se observan las riquezas que está donando a los indigentes.
En el segundo término de la pintura, se muestra otra escena de la vida del santo, en la que se le ve pidiendo para la construcción de la iglesia de san Damián –escena que está representada, así mismo, en otra pintura de la serie-. La imagen de la ciudad de Asís se reconoce por la vista del perfil de su muralla. Aunque el tema principal es mostrar la vida de san Francisco, también se aprecia que el mensaje que se quiere dar es el de la caridad cristiana y la importancia de hacer buenas obras para obtener indulgencias.